# Manfred Scheler
Manfred Scheler (* 20. März 1929 in Gablenz, Oberlausitz; † 2. Juni 2014 in Dresden) war ein deutscher FDJ- und SED-Funktionär. Er war Vorsitzender des Rates des Bezirkes Dresden und Abgeordneter der Volkskammer der DDR.

## Leben
Der Sohn eines Bergarbeiters absolvierte nach dem Besuch der Volks- und Mittelschule von 1944 bis 1945 eine Lehre als Maschinenschlosser. Von Januar bis Mai 1945 wurde er zum Volkssturm eingezogen.
Nach dem Krieg war er Mitglied der Antifa-Jugend und Hilfspolizist in seinem Heimatort. Von 1945 bis 1946 arbeitete er als Schlosser in Weißwasser. Im Februar 1946 wurde er Mitglied der SPD, im März 1946 der FDJ und im April 1946 der SED. Er wurde als FDJ-Funktionär im Kreis Niesky tätig und besuchte 1950 die Landesparteischule der SED in Meißen. Von Januar 1951 bis August 1952 war er 1. Sekretär der FDJ-Stadtleitung Dresden und gleichzeitig von 1951 bis 1959 Mitglied des Zentralrats der FDJ. Von September 1952 bis August 1953 war er 2. Sekretär der FDJ-Bezirksleitung Dresden. 1953/54 studierte er an der Zentralen Komsomol-Hochschule in Moskau. Anschließend wurde er von September 1954 bis Februar 1959 als 1. Sekretär der FDJ-Bezirksleitung Dresden eingesetzt. Von 1954 bis 1982 war er Abgeordneter des Bezirkstags Dresden.
Von März 1959 bis Februar 1962 war er 1. Sekretär der SED-Kreisleitung Sebnitz und von Februar 1962 bis Februar 1963 Sekretär für Landwirtschaft der SED-Bezirksleitung Dresden. Am 10. Juni 1963 wurde er zum Vorsitzenden des Rates des Bezirkes Dresden gewählt. Dieses Amt bekleidete er bis zu seiner Abberufung wegen „unparteilichen Verhaltens“ am 6. Juli 1982. Er hatte zentrale Entscheidungen im Hinblick auf die Planung der territorialen Entwicklung im Bezirk Dresden kritisiert und in Frage gestellt. 1990 wurde er vom Bezirkstag Dresden im Zusammenhang mit seiner Ablösung 1982 rehabilitiert.
Ein Studium an der Deutschen Akademie für Staats- und Rechtswissenschaft schloss er 1970 als Diplom-Staatswissenschaftler ab.
Von September 1982 bis 1990 war er als Nachfolger von Fritz Zeuner stellvertretender Vorsitzender und 1. Sekretär des Zentralvorstandes der Vereinigung der gegenseitigen Bauernhilfe (VdgB). Von 1983 bis 1989 war er Mitglied der SED-Kreisleitung für Zentrale Organe der Land- und Nahrungsgüterwirtschaft. Von Juni 1986 bis März 1990 gehörte er als Vorsitzender der VdgB-Fraktion als Abgeordneter der Volkskammer an und war Mitglied ihres Präsidiums. Von 1983 bis 1990 war er außerdem Mitglied des Nationalrats der Nationalen Front der DDR.
Von März 1990 bis September 1990 war er amtierender Hauptgeschäftsführer des „Bauernverbandes der DDR e.V.“, schied auf eigenen Wunsch aus diesem Amt, ging in den Vorruhestand und 1994 in Rente.
Scheler hatte etliche ehrenamtliche Funktionen inne. Er war seit 1975 Ehrenmitglied der Sportgemeinschaft Dynamo Dresden, von 1990 bis 1992 Vorsitzender und 1992 bis 2005 stellvertretender Vorsitzender des Verbandsgerichtes des Nordostdeutschen Fußballverbandes, von 1990 bis 1992 Mitglied des Bundesgerichtes des Deutschen Fußball-Bundes.

## Auszeichnungen
- 1975 und 1985 Orden Banner der Arbeit Stufe I
- 1976 Fritz-Heckert-Medaille in Silber
- Vaterländischer Verdienstorden in Bronze, in Silber und 1979 in Gold
- 1989 Ehrenspange zum Vaterländischen Verdienstorden in Gold